# 캐슬린 케네디
캐슬린 케네디(Kathleen Kennedy, 1953년 6월 5일 ~ )는 미국의 영화 프로듀서이다. 1981년 스티븐 스필버그, 프랭크 마셜과 함께 앰블린 엔터테인먼트를 설립하였다.

## 작품
- 《레이더스》 (1981년) (스티븐 스필버그 협력)
- 《폴터가이스트》 (1982년) (협력 프로듀서)
- 《E.T.》 (1982년) (프로듀서)
- 《환상특급》 (1983년) (협력 프로듀서) (2번째 단편)
- 《그렘린》 (1984년) (이그제큐티브 프로듀서)
- 《인디아나 존스: 미궁의 사원》 (1984년) (협력 프로듀서)
- 《컬러 퍼플》 (1985년) (프로듀서)
- 《피라미드의 공포》 (1985년) (이그제큐티브 프로듀서)
- 《백 투 더 퓨처》 (1985년) (이그제큐티브 프로듀서)
- 《구니스》 (1986년) (이그제큐티브 프로듀서)
- 《태양의 제국》 (1987년) (프로듀서)
- 《백 투 더 퓨처 2》 (1989년) (이그제큐티브 프로듀서)
- 《인디아나 존스: 최후의 성전》 (1989년) (협력 프로듀서)
- 《백 투 더 퓨처 3》 (1990년) (이그제큐티브 프로듀서)
- 《쉰들러 리스트》 (1993년) (이그제큐티브 프로듀서)
- 《쥬라기 공원》 (1993년) (프로듀서)
- 《매디슨 카운티의 다리》 (1995년) (프로듀서)
- 《트위스터》(1996년) (프로듀서)
- 《뮌헨》(2005년) (프로듀서)
- 《링컨》 (2012년) (프로듀서)
- 《스타워즈: 깨어난 포스》 (2015년) (프로듀서)
- 《로그 원: 스타워즈 스토리》 (2016년) (프로듀서)
- 《스타워즈: 라스트 제다이》 (2017년) (프로듀서)